# Chigny
Chigny je obec na jihozápadě Švýcarska, v okrese Morges v kantonu Vaud. Žije zde 359 obyvatel.

## Geografie

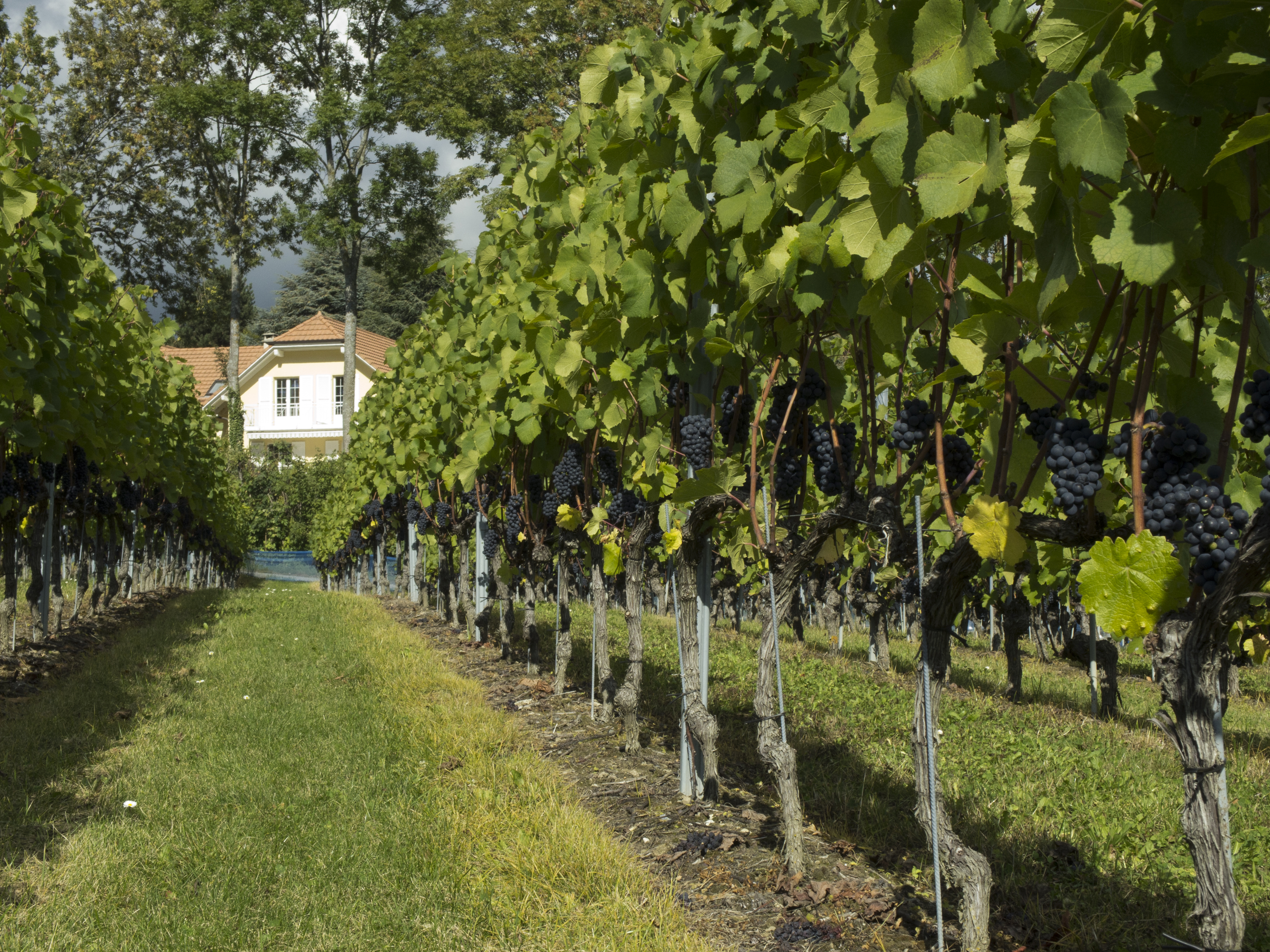
Vinice v obci

Chigny leží v nadmořské výšce 445 m, vzdušnou čarou 2 km severozápadně od okresního města Morges. Zemědělská obec se nachází na mírném jižním svahu západně od údolí Morges, v panoramatické poloze asi 70 metrů nad hladinou Ženevského jezera.
Katastr o rozloze pouhých 0,9 km² pokrývá malou část Vaudského středohoří nad městem Morges. Území obce se rozkládá od rovinaté oblasti severně od Ženevského jezera směrem na sever k sousedním svahům. Pod Vufflens-le-Château dosahuje Chigny svého nejvyššího bodu 462 m n. m. Východní hranici tvoří zalesněné údolí Morges, které je mírně zahloubeno do kopců a náhorních plošin. V roce 1997 bylo 17 % rozlohy obce pokryto zastavěnou plochou, 5 % lesy a lesními porosty a 78 % zemědělstvím.
Kromě kompaktního starého centra obce obklopeného vinicemi patří k Chigny ještě vesnice La Motte (440 m n. m.) jihozápadně od obce a osady s rodinnými domy La Morgette (410 m n. m.) na levém břehu údolí Morges a L’Eglantine (425 m n. m.) na náhorní plošině pod obcí. Sousedními obcemi jsou Morges, Tolochenaz, Lully a Vufflens-le-Château.

## Historie
První písemná zmínka o obci pochází z roku 1221 a nese název Chinie. V roce 1228 se objevuje zápis Chinni a v roce 1232 Chignie. Název místa je pravděpodobně odvozen od osobního jména Canius. Od středověku patřilo Chigny k panství Vufflens-le-Château. Po dobytí Vaudu Bernem v roce 1536 přešla obec pod správu panství Morges. Po pádu Staré konfederace patřila obec v letech 1798–1803 v období helvétského soustátí ke kantonu Léman, který byl poté po vstupu v platnost Ústavy o zprostředkování sloučen s kantonem Vaud. V roce 1798 byla obec přiřazena k okresu Morges.
Chigny nemá vlastní kostel, od reformace patří pod farnost Vufflens-le-Château.

## Obyvatelstvo
| Rok            | 1850 | 1900 | 1910 | 1930 | 1950 | 1960 | 1970 | 1980 | 1990 | 2000 |
| Počet obyvatel | 119  | 147  | 129  | 128  | 101  | 115  | 157  | 202  | 206  | 258  |

85,3 % obyvatel hovoří francouzsky, 4,3 % anglicky a 3,5 % německy (údaj z roku 2000). V roce 1850 žilo v Chigny celkem 119 obyvatel a v roce 1900 147 obyvatel. Od roku 1960 (115 obyvatel) počet obyvatel rychle roste a během 40 let se zdvojnásobil.

## Hospodářství
Až do druhé poloviny 20. století bylo Chigny převážně zemědělskou obcí. Vinařství na jižních svazích v okolí obce a orná půda na náhorní plošině pod Chigny hrají i dnes důležitou roli ve struktuře zaměstnanosti obyvatelstva. Další pracovní místa jsou k dispozici v místních malých podnicích a v sektoru služeb. V posledních desetiletích se obec díky své atraktivní poloze rozvinula v rezidenční obec. Mnoho pracujících proto dojíždí za prací především do Morges a Lausanne.

## Doprava

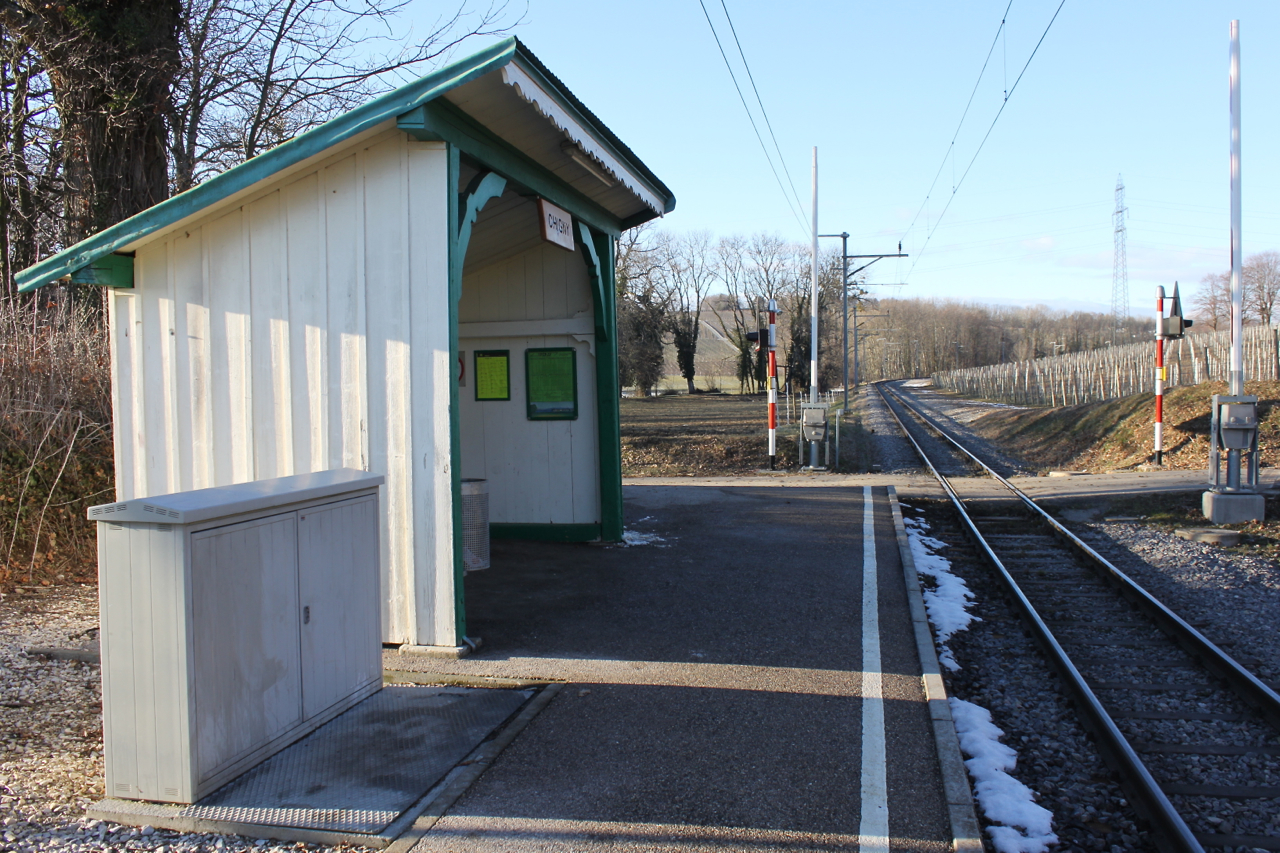
Železniční zastávka Chigny

Přestože se obec nachází mimo hlavní dopravní tepny, má dobré dopravní spojení. Leží na kantonální silnici z Morges do Vufflens-le-Château. Dálniční křižovatka Morges-Ouest na dálnici A1 (Ženeva–Lausanne), která byla otevřena v roce 1964, je od obce vzdálena asi 2 km. Úzkorozchodná železnice Bière – Apples – Morges se zastávkou v Chigny byla uvedena do provozu 1. července 1895.